# Puños de hierro
Puños de hierro (título original: Maciste contro il vampiro) es una película italiana de género Peplum de 1961, dirigida por Giacomo Gentilomo y Sergio Corbucci y protagonizada por Gordon Scott. Es uno de los mejores ejemplos del subgénero de Peplum Fantástico y llama la atención por su mezcla de géneros y, sobre todo, por su extrema violencia, llegando a veces al gore.

## Argumento
Estando trabajando, Maciste rescata a un muchacho a punto de ahogarse. Cuando llegan a su poblado lo hallan saqueado y destruido, y sus madres muertas, así como todas las jóvenes jóvenes desaparecidas ya que han sido secuestradas por los bárbaros que destruyeron el lugar, y que las transportan para uso y disfrute de su señor, Kobrak, que se alimenta de la sangre de las muchachas. Entre las raptadas está la prometida de Maciste, por lo que éste partirá en su rescate, jurando venganza. 

## Curiosidades
- Gordon Scott ya era famoso por la saga de Tarzán antes de realizar su primer peplum. Curiosamente son visibles varios elementos tarzanescos en esta película. El más sobresaliente es su acompañamiento de un niño, algo inédito hasta ese momento en el género.

- No hay referencias a la Antigüedad clásica en toda la película, trasladándose la ambientación al mundo oriental.

- Dario Argento en Suspiria rueda exactamente igual la primera aparición de la bruja que en este película la del vampiro.

- El éxito de la película en España llevó a los distribuidores del peplum Il colosso di Roma a retitularlo Brazo de hierro para aprovechar el tirón comercial.

- Datos: Q1855339